# Vehrer Adél
Vehrer Adél (Győr, 1970. június 25. –) magyar néprajzkutató, közművelődési szakember, a győri Széchenyi István Egyetem habilitált docense, a közösségszervezés BA szakfelelőse. 1997 és 2008 között Dr. Edelényi Adél szerzői néven publikált. Szakterülete az európai népköltészet, de a hagyományozás folyamataival, a generációk közötti ismeret-átadással, a népi közösségekkel, és a néphagyományok és közművelődés összefüggéseivel is foglalkozik. A Sokoró vidékének néphagyományairól számos könyve és tanulmánya jelent meg, ugyanitt aktív tagja az értéktári közösségeknek. Legfontosabb kutatási területe pályája kezdetén a templomos lovagrendhez kötődő európai folklór vizsgálata. 2024-től a Széchenyi Egyetem tulajdonában álló REJUNIVA Kft. tudományos vezetője, a Longevity+ Projekt aktív résztvevője.

## Életpályája
Vehrer Adél a Pannonhalmi-dombság egyik kistelepülésén, Sokorópátkán nőtt fel. Az érettségit a patinás győri Kazinczy Ferenc Gimnáziumban szerezte meg. Ezt követően a győri Apáczai Csere János Tanítóképző Főiskolán 1992-ben vett át általános iskolai tanítói és közművelődés szakkollégiumi oklevelet. A pécsi Janus Pannonius Tudományegyetem Bölcsészettudományi Karán 1995-ben felnőttképzési és művelődési menedzser, majd 1996-ban néprajz szakos bölcsész és muzeológus diplomát szerzett. 2002-ben lett a néprajztudomány és a kulturális antropológia doktora a Debreceni Egyetemen, summa cum laude minősítéssel. Disszertációját a templomos lovagrendhez kötődő európai népköltészetből írta. 2024-ben habilitált a Pécsi Tudományegyetem Bölcsészettudományi Karán.
A néphagyományok iránti érdeklődése gyermekkorában kezdődött, amikor bekapcsolódott a sokorópátkai honismereti szakkör tevékenységébe. Gimnáziumi éveiben számos alkalommal nyert el országos díjat néprajzi pályázataival, később a szülőföldje folklórjához kötődő Országos Tudományos Diákköri munkáival több országos díjat kapott. A kultúraközvetítéssel 1988-ban köteleződött el Győrben, főiskolás éveiben. Ez a tevékenysége a pécsi egyetemen is folytatódott, a Felnőttképzési és Közművelődési Tanszék demonstrátoraként. A Janus Pannonius Tudományegyetem Rendezvény Irodájának rendezvényszervezőjeként számos nagyrendezvényt, nemzetközi konferenciát bonyolított le munkatársaival. 1995-ben került vissza alma materébe Győrbe, ahol gyakornokként kezdte meg a néprajz, az andragógia és a közművelődés szakterületein oktatói tevékenységét. A felsőoktatásban töltött évei alatt részt vett a művelődésszervezés szak nappali és levelező tagozatos tantervének kidolgozásában, szakfelelőse volt a múzeumpedagógia szaknak, az andragógia BA felnőttképzési szervező szakirányának, és a képzési szakasszisztens felsőfokú szakképzésnek. 2010-2015 között a hazánkban elsők között indított Győri Nyugdíjas Egyetem egyik szervezője volt. 2010-2015 között a Nemzeti Fejlesztési Ügynökség kulturális szakértője, 2016 és 2020 között a Miniszterelnökség állami projektértékelője volt. 2003 és 2018 között közművelődési szakértői munkát végzett az OKM, majd az EMMI részére. Ebben a másfél évtizedben 9 község, 6 város, 7 intézmény szakfelügyeletét végezte el és 2 intézményt auditált. 2013 és 2018 között a Kulturális Szemle szerkesztőbizottsági tagja volt.
Gyermekkora óta kutatja szülőföldje, a Sokoró néprajzi értékeit. Munkásságáért 2012-ben a Győr-Moson-Sopron Megye Közművelődéséért Dr. Kovács Pál-díjat, 2020-ban a Sokorópátkáért-díjat kapta. Oktatói munkáját a Széchenyi István Egyetem Hallgatói Önkormányzata 2017-ben „Oktatók a hallgatókért” Díjjal jutalmazta. Több rektori dicséret birtokosa. 2003. óta kulturális tárgyi örökségi szakértő. 2003-tól az MTA VEAB Győri Akadémiai Klubjának titkára, 2004-től a Magyar Tudományos Akadémia Köztestületének tagja. 2015-2018 között titkára, 2018-2022 között alelnöke az MTA Pedagógiai Tudományos Bizottság Andragógiai Albizottságának. 2016-tól a Művelődéstudományi és Andragógiai Szakbizottságban képviseli a Széchenyi-egyetemet. 2016 és 2019 között a MELLearN Felsőoktatási Hálózat Az Életen Át Tartó Tanulásért Egyesületben volt az egyetem képviselője rektori megbízottként. 2016-tól a Széchenyi István Egyetem Közösségszervezés Szakbizottságának vezetője, a Nemzeti Művelődési Intézet és a Széchenyi István Egyetem együttműködésének szakmai kapcsolattartója. Részt vett a közművelődési szakemberek 2017. évi támogatott továbbképzési programjában az NMI Művelődési Intézet Nonprofit Közhasznú Kft.-vel együttműködésben. 2018-tól a Nemzeti Szakképzési és Felnőttképzési Hivatal által megbízott szakmai vizsgaelnök a közművelődéshez és muzeológiához kapcsolódó képzésekben. 2017-ben részt vett a Digitális Jólét Program Digitális közteherviselés című projektjében. 2019-től jelenleg is a minden évben megrendezésre kerülő Apáczai-napok Tudományos Konferencia tudományos szervezőbizottságának tagja. 1989-től tagja a Magyar Néprajzi Társaságnak, 1991-től a Szlovákiai Magyar Néprajzi Társaságnak és az MTA Veszprémi Akadémiai Bizottság Magyarságkutatási Munkabizottságának, 2021-től a Magyar Közösségépítők Értékszövetsége Egyesületnek.
Kutatási területe a folklorisztikán belül főként a népköltészet, de az utóbbi években a generációk közötti ismeret-átadással, a népi közösségekkel és a néphagyományok és közművelődés összefüggéseivel is foglalkozik.

### Néprajzi innovációk

#### Értéktári tevékenység
Szülőfaluja, Sokorópátka közösségének gyermekkora óta aktív tagja. A Sokorópátkai Települési Értéktár Bizottság elnöke, a Sokorói Tájegységi Értéktár Bizottság aktív tagja. Kutatómunkájának jelentős hozadéka, hogy 2015-ben A vörös barátok mondája bekerült a megyei értéktárba, 41. értékként, és egyben első szellemi néprajzi értékként Győr-Moson-Sopron megyében. Ugyanebben az évben – a 2015. december 15-én tartott ülésén – a Sokorópátkai Települési Értéktár Bizottság A vörös barátok mondája Sokorópátkán szellemi értéket a helyi értéktárba felvette. A Sokorói Tájegységi Értéktár pedig A harangozó-hegyi barátok várát vette fel a tájegységi értékek közé 2019-ben.

#### Hagyomány alapú közművelődés
Tevékenységének másik fontos alappillére a történeti mondák és egyéb népi közösségi hagyományok gyűjtése és beemelése a közművelődésbe. Az általa közel 30 éve kutatott templomos-mondakörre épülő közművelődési tevékenységek szakértője, résztvevője a Sokoró-vidéki településeken. Ehhez hozzájárultak a helyi népmondáról megjelent térségi vonatkozású könyvei: A harangozó-hegyi vár története a sokorói szájhagyományban (2003, másodkiadás 2022), A templomos-monda a sokorói szájhagyományban (2007). E kiadványokban helybeli idősek elbeszélései és írott források alapján foglalta össze mindazt, amit a templomos-monda sokorói változatairól tudni lehet. A közelmúltban e tudományos tevékenység nyomán létrejött civil szervezetek közül térségi hatókörű a Vörös Barátok Településeinek Hagyományőrző Szövetsége, mely a mondakörre épülő kulturális, hagyományőrző, turisztikai attrakciók szervezését vállalta fő tevékenységéül. Emellett a vörös barátokról, azaz a templomos lovagokról kapta nevét a sokorópátkai ötpróbahely, a 2017-ben alapított és minden évben megrendezésre kerülő Kísértetjárta túra a vörös barátok nyomában, valamint a 2021-től évente  rendszeresen megszervezett Vörös Barátok napja öt helyszínes nagyrendezvény is.

### Közművelődési innovációk

#### Közművelődési tartalmú tananyagfejlesztés
Az 1990-es évektől kezdődően részt vett a győri művelődésszervezés, az andragógia, a kulturális mediáció és a múzeumpedagógia szakok tantervének és tananyagainak fejlesztésében. 2017-ben készítette el a közösségszervezés BA szakindítási beadványát szakfelelősként. A szak jelenleg nappali és levelező tagozaton működik, kulturális közösségszervezés és humánfejlesztés szakirányon. 2021-ben az EFOP-3.4.3-16-2016-00016 azonosítószámú projekt "B.5. Pedagógusképzés képzési terület fejlesztéséhez hozzájáruló további tevékenységek" alprojekten belül részt vett a gyermekkultúra mesterszak kialakításában és tananyagfejlesztésében a Széchenyi István Egyetemen.
2010-ben a TIT TÁMOP-3.2.3/08/2/KMR-2009-0010. sz. Aa. komponens „Kulturális projekt ciklus menedzsment” akkreditált képzés pályázati projekt keretében tananyag fejlesztő és oktató szerepet töltött be. A Tudományos Ismeretterjesztő Társulat (TIT) szervezésében országos hatókörűen mintegy 1000 fő képzésére került sor, célzott uniós forrás támogatásával.

#### Nemzeti Közművelődéstörténeti Gyűjtemény
2017-2018-ban a Nemzeti Közművelődéstörténeti Gyűjtemény néprajz és kulturális antropológia gyűjtőköri kurátora a Nemzeti Művelődési Intézetben. 2018 és 2019 között a Nemzeti Közművelődéstörténeti Gyűjtemény vezetője, majd 2020-ban a gyűjtemény alapításával megbízott szakértő a Nemzeti Művelődési Intézetnél.

### Kitüntetései, díjai
- Győr-Moson-Sopron Megye Közművelődéséért Dr. Kovács Pál-díj (2012)
- Sokorópátkáért-díj (2020)
- Oktatók a hallgatókért Díj (Széchenyi István Egyetem Hallgatói Önkormányzat, 2017)
- Rektori Dicséret Publikációs nívódíj pályázatért (Széchenyi István Egyetem, 2018)
- Rektori dicséret (Nyugat-magyarországi Egyetem, 2003)
- Dékáni dicséret (Nyugat-magyarországi Egyetem, 2009)
- Dékáni dicséret (Nyugat-magyarországi Egyetem, 2010)

2003-ban az Alapítvány a Magyar Felsőoktatásért és Kutatásért által meghirdetett ösztöndíjpályázatot nyerte el, melyet a kiemelkedő színvonalon megvédett társadalom- és bölcsészettudományi, valamint művészeti doktori (PhD) disszertációk megjelentetésére hoztak létre. A díjhoz kapcsolódóan, 2004-ben a Doktori Mestermunkák Sorozatban jelent meg a Templomos lovagok, mint ambivalens hősök az európai néphagyományban című könyve a Gondolat Kiadó gondozásában.
2017-ben a KKETTKK-56P- 01 jelű „Mansfeld Péter” pályázat nyertese, melyet a Közép- és Kelet-európai Történelem és Társadalom Kutatásáért Közalapítvány írt ki. Kutatási eredményeit az 1956 a sokorópátkai szájhagyományban című könyvében összegezte. A kötet angol nyelven is megjelent 2017-ben, 1956 in the oral tradition in Sokorópátka címmel.

## Könyvei
- Vehrer, Adél: Knights and Monks in Sokorópátka / Lovagok és szerzetesek Sokorópátkán. Vig Zoltán Emlék-Alapítvány 2023. ISBN 9786150170480
- Vehrer Adél: A harangozó-hegyi vár története a sokorói szájhagyományban (másodkiadás, 2022) Vig Zoltán Emlék-Alapítvány 2022. ISBN 9786150142050 (lektorálta: Tátrai Zsuzsanna) 143 oldal
- Vehrer Adél: Tényő történeti mondavilága. Győr. Tényő Világa Egyesület az Élhetőbb Településért. 2019. ISBN 9786150061290 (Lektorálta Kottmayer Tibor, Horváth Sándor Domonkos) 189 oldal
- Adél Vehrer: Templomos lovagok az európai néphagyományban (másodkiadás) Saarbrücken, Németország. GlobeEdit. 2018. ISBN 9786138242765. 328. oldal
- Vehrer Adél: 1956 in the oral tradition in Sokorópátka. Bodnár Stúdió Kft. 2017. Győr ISBN 978-963-12-8208-5 (lektorálta: Áldozó István, Pongrácz Attila) 141 oldal
- Vehrer Adél:1956 a sokorópátkai szájhagyományban. Bodnár Stúdió Kft. 2017. Győr ISBN 978-963-12-8075-3 (lektorálta: Áldozó István, Pongrácz Attila) 139 oldal
- Edelényi Adél: Népi kultúra. Néprajzi alapismeretek. 2009. Budapest. Magyar Művelődési Intézet és Képzőművészeti Lektorátus-Mikszáth Kiadó Tudás-Kultúra-Társadalom Művelődési Könyvsorozat. ISBN 978-963-9126-85-5. ISSN 1217-8845 (lektorálta: Tátrai Zsuzsanna) 157 oldal
- Edelényi Adél: A templomos-monda a sokorói szájhagyományban. 2007. Győr. Sokorópátka Község Önkormányzata. ISBN 978-963-06-3831-9 (lektorálta: Tátrai Zsuzsanna) 132 oldal
- Edelényi Adél: Templomos lovagok az európai néphagyományban. 2004. Gondolat Kiadó. Budapest. Doktori Mestermunkák Sorozat. ISSN 1419-2306; ISBN 9639567590. 487 oldal
- Edelényi Adél: Népi kultúra (főiskolai jegyzet). 2003. Győr. Nyugat-magyarországi Egyetem Apáczai Csere János Tanítóképző Főiskolai Kar (lektorálta: Bartha Elek) 105 oldal
- Edelényi Adél: A harangozóhegyi vár története a sokorói szájhagyományban. 2003. Győr. Bodnár Stúdió Kft. ISBN 9632126971 (lektorálta: Tátrai Zsuzsanna) 115 oldal
- Vehrer Adél: Öt világot éltem meg (Tuba Lajos sokorópátkai parasztember élettörténete). 1992. Győr. Hazánk Könyvkiadó Kft. ISBN 9637586105 (lektorálta: Filep Antal) 95 oldal

## További közlemények
- További közlemények

### Videók
- A Harangozó-hegyi barátok vára. A Sokoró Tájegységi Értéktár értékei 6. rész (2022)
- Néprajzi értékeink gazdag világa. Széchenyi István Egyetem, Nyugdíjas Egyetem. 2016. március 07.
- Tevékeny időskor – tanulás egy életen át.  Széchenyi István Egyetem, Nyugdíjas Egyetem. 2012. május 7.

### Könyvismertetések, recenziók
- Vehrer Adél: Tényő történeti mondavilága. Sulyok Attiláné könyvajánlója
- Mondákat mentett meg a feledéstől a Széchenyi Egyetem oktatója. 2020.
- János István Németh: 1956 in the Oral Tradition in Sokorópátka. A Review of Adél Vehrer’s Book.
- 1956 SOKORÓPÁTKÁN – A SZÁJHAGYOMÁNY ALAPJÁN – Honismeret[halott link]
- Gráfik Imre: 1956 a sokorópátkai szájhagyományban. Ethnograhia 2018. 4. szám. 801-803 oldal Archiválva 2022. október 30-i dátummal a Wayback Machine-ben